# Sychesia coccina
Sychesia coccina är en fjärilsart som beskrevs av Jordan 1916. Sychesia coccina ingår i släktet Sychesia och familjen björnspinnare. Inga underarter finns listade i Catalogue of Life.